# Vinslövs köping
Vinslövs köping var en tidigare kommun i Kristianstads län. 

## Administrativ historik
Den 30 december 1898 inrättades ett municipalsamhälle med namnet Vinslövs municipalsamhälle i Vinslövs landskommun, som 1934 bröts ut ur kommunen för att bilda Vinslövs köping.
Den 1 januari 1958 överflyttades till köpingen ett obebott område från landskommunen.
År 1971 infördes enhetlig kommuntyp i Sverige. Sammanläggningarna inom Hässleholms kommunblock var ännu inte helt genomförda och såväl den tidigare landskommunen som den tidigare köpingen kvarstod under några år som egna kommuner, båda med namnet Vinslöv. Detta löstes genom att detta område under dessa år bar den unika benämningen "centralkommun", Vinslövs centralkommun som 1974 uppgick i Hässleholms kommun.
Köpingens församling var Vinslövs församling och var gemensam med landskommunen.

## Heraldiskt vapen
Köpingen saknade vapen.

## Geografi
Vinslövs köping omfattade den 1 januari 1952 en areal av 2,34 km², varav 2,34 km² land.

### Tätorter i köpingen 1960
I Vinslövs köping fanns del av tätorten Vinslöva, som hade 2 022 invånare i köpingen den 1 november 1960. Tätortsgraden i köpingen var då 100,0 procent.

## Politik

### Mandatfördelning i Vinslövs köping 1938-1966
| 10 | 3 | 7 |

| 20 |

| 9 | 8 | 3 |

| 20 |

| 8 | 8 | 4 |

| 20 |

| 11 | 10 | 4 |

| 25 |

| 11 | 8 | 6 |

| 24 |

| 11 | 2 | 5 | 7 |

| 23 |

| 12 | 2 | 6 | 5 |

| 23 |

| 12 | 2 | 6 | 5 |

| 22 |